# Zuidelijke bonte pitohui
De zuidelijke bonte pitohui (Pitohui uropygialis) is een soort vogel uit het geslacht Pitohui uit de familie van de Oriolidae. Deze soort staat sinds 2013 op de IOC World Bird List als aparte soort en werd eerder beschouwd als ondersoort van de bonte pitohui die is gesplitst in een noordelijke en zuidelijke variant.

## Verspreiding en leefgebied
De soort komt alleen voor op Nieuw-Guinea en de westelijk en zuidelijk daarvan gelegen eilanden en telt vijf ondersoorten.
- P. u. uropygialis: Salawati en Misool en het westen van de Vogelkop.
- P. u. brunneiceps:  het centrale en oostelijke deel van zuidelijk Nieuw-Guinea.
- P. u. nigripectus: het westelijke deel van zuidelijk Nieuw-Guinea.
- P. u. aruensis: de Aru-eilanden.
- P. u. meridionalis: zuidoostelijk Nieuw-Guinea.

## Status
De grootte van de populatie is niet gekwantificeerd maar de soort wordt omschreven als schaars tot zeer algemeen. Op de Rode lijst van de IUCN heeft deze soort de status niet bedreigd.